# Mycocentrospora
Genre
Mycocentrospora est un genre de champignons phytopathogènes de l'ordre des Pleosporales.

## Systématique
Ce genre est initialement décrit en 1942 par l'agronome danois Paul Neergaard, sous le nom Centrospora. Il est renommé en 1972 par Frederick Claude Deighton sous son nom correct Mycocentrospora. En effet, il existe deux genres portant le même nom : Centrospora Neergaard, 1942 (champignons) et Centrospora Trevisan, 1845 (algues brunes). Le genre d'algues ayant été décrit en premier, un nouveau nom, Mycocentrospora, a été proposé pour le genre de champignons.
Mycocentrospora a pour synonymes :
- Ansatospora A.G. Newhall, 1944
- Centrospora Neerg., 1942

De l'ordre des Pleosporales, Mycocentrospora n'est généralement classé dans aucune famille,,,,. Cependant, la Base de données mondiale de l'OEPP (25 juin 2022) le place dans les Dothidotthiaceae et le NCBI (25 juin 2022) dans les Mycosphaerellaceae.

## Liste des espèces
Selon MycoBank (25 juin 2022) :
- Mycocentrospora acalyphae K. Srivast. & A.K. Srivast., 1995
- Mycocentrospora acerina (R. Hartig) Deighton, 1972
- Mycocentrospora angulata (R.H. Petersen) S.H. Iqbal, 1974
- Mycocentrospora aquatica (S.H. Iqbal) S.H. Iqbal, 1974
- Mycocentrospora asiminae (Ellis & Kellerm.) Deighton, 1972
- Mycocentrospora buteicola Kamal
- Mycocentrospora camelliae Deighton, 1983
- Mycocentrospora cantuariensis (E.S. Salmon & Wormald) Deighton, 1972
- Mycocentrospora cladosporioides (Sacc.) Deighton, 1983
- Mycocentrospora clavata S.H. Iqbal, 1974
- Mycocentrospora filiformis (Greath.) S.H. Iqbal, 1974
- Mycocentrospora fusarioides Matsush., 1987
- Mycocentrospora linariae (Baudys & Picb.) U. Braun, 1995
- Mycocentrospora mitragynae (Pavgi, U.P. Singh & Deighton) Deighton, 1972
- Mycocentrospora polygonii K. Srivast. & A.K. Srivast., 1995
- Mycocentrospora trichophila (Davis) U. Braun, 1993
- Mycocentrospora varians R.C. Sinclair & Morgan-Jones, 1979
- Mycocentrospora veratri (Peck) U. Braun, 1991
- Mycocentrospora verrucosa Pollack & Ellett, 1974